# Classe Ropucha
Le Projet 775, dont le code OTAN est « classe Ropucha », est une classe de navires de débarquement-navires d'assaut amphibies russes ayant été construite aux chantiers navals de Gdansk en République populaire de Pologne pour le compte de l'Union soviétique. 28 exemplaires ont été construits entre 1974 et 1991. À février 2023, 12 avaient été retirés du service et 2 ont été coulés et 2 gravement endommagés en 2023 et 2024 lors du conflit russo-ukrainien.

## Caractéristiques
Cette classe est catégorisée comme « Grand bâtiment de débarquement » selon la nomenclature russe. Ces navires disposent de portes et rampe à la proue comme à la poupe. Le hangar fait 55 m de long sur 6,5 de large puis 40 m de long sur 4,5 de large avec un hauteur de 4,5 m. Sa citadelle a un confinement de catégorie NBC
Il peut transporter dix véhicules blindés avec 230 hommes de troupes ou 450 tonnes de matériel.

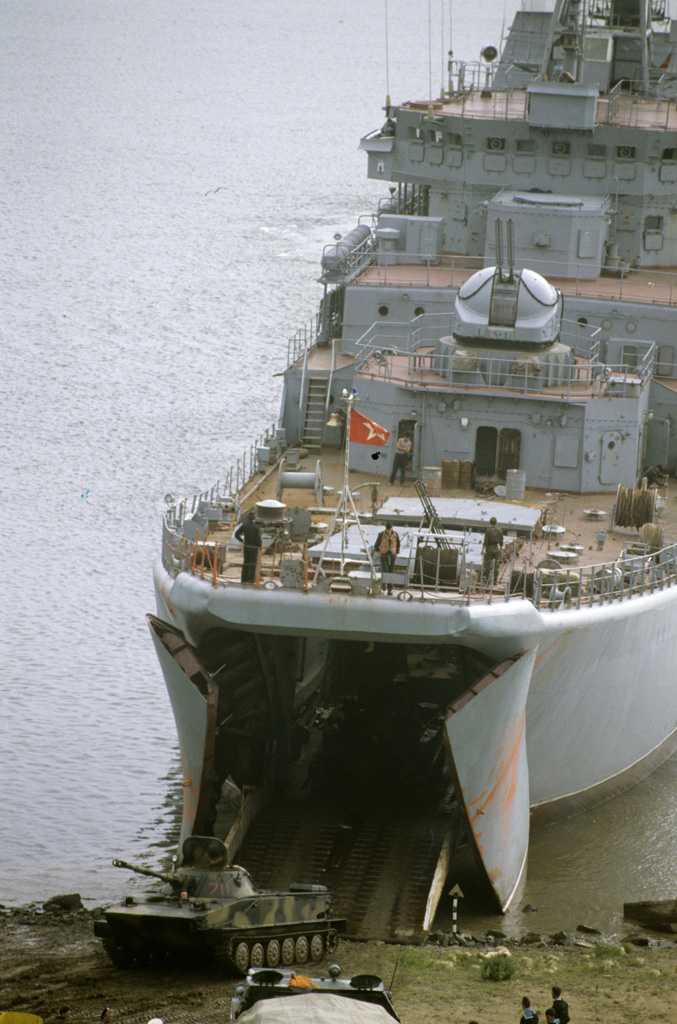
Un char amphibie PT-76 débarquant d'un navire de la classe Ropucha de la flotte russe du Pacifique en 1992. Notons le drapeau de l’ère soviétique à la proue du bâtiment.
- Exercice de débarquement de l'infanterie de marine russe depuis le Kondopoga en 2020.

## Navires de la classe
| Projet | Nom                                | N° de coque | Constructeur               | Commission        | Flotte                 | Statut | Notes |
| ------ | ---------------------------------- | ----------- | -------------------------- | ----------------- | ---------------------- | --- | --- |
| 775    | BDK-47 (ex SDK-47)                 | 134         | Chantiers navals de Gdańsk | 1er juillet 1974  | Flotte de la Baltique  | Retiré du service le 17 décembre 1994                                                                                         | |
| 775    | BDK-48 (ex SDK-48)                 | 094         | Chantiers navals de Gdańsk | 30 juin 1975      | Flotte du Pacifique    | Retiré du service le 5 juillet 1994                                                                                           | |
| 775    | BDK-63 (ex SDK-63)                 | 083         | Chantiers navals de Gdańsk | 30 juin 1975      | Flotte du Pacifique    | Retiré du service le 5 juillet 1994                                                                                           | |
| 775    | BDK-90 (ex SDK-90)                 | 058         | Chantiers navals de Gdańsk | 30 novembre 1975  | Flotte du Pacifique    | Retiré du service le 5 juillet 1994                                                                                           | |
| 775    | Olenegorski Gorniak                | 012         | Chantiers navals de Gdańsk | 30 juin 1976      | Flotte de la mer Noire | Actif | En cours de réparation en cale sèche après l'attaque d'un drone naval ukrainien le 4 août 2023 lors de l'invasion russe de l'Ukraine.                                                                           |
| 775    | BDK-181 (ex SDK-181)               | 083         | Chantiers navals de Gdańsk | 9 octobre 1976    | Flotte du Pacifique    | Retiré du service le 5 juillet 1994                                                                                           | |
| 775    | Kondopoga (ex SDK-182)             | 027         | Chantiers navals de Gdańsk | 30 novembre 1976  | Flotte du Nord         | Actif | |
| 775    | Kotlas (ex SDK-183)                | 035         | Chantiers navals de Gdańsk | 15 mars 1977      | Flotte du Nord         | Retiré du service le 22 juin 2005                                                                                             | |
| 775    | BDK-197 (ex SDK-197)               | 093         | Chantiers navals de Gdańsk | 21 septembre 1977 | Flotte du Pacifique    | Retiré du service le 5 juillet 1994                                                                                           | |
| 775    | BDK-200 (ex SDK-200)               | 011         | Chantiers navals de Gdańsk | 17 décembre 1977  | Flotte du Nord         | Retiré du service le 30 juin 1993                                                                                             | |
| 775    | Aleksandr Otrakovski (ex SDK-55)   | 031         | Chantiers navals de Gdańsk | 30 juillet 1978   | Flotte du Nord         | Actif | |
| 775    | BDK-119 (ex SDK-119)               |             | Chantiers navals de Gdańsk | 27 février 1979   | Flotte du Pacifique    | Transféré au Yémen du Sud en 1979, retiré du service en 2002 et converti en cargo sous le nom de Sam of Yémen, coulé en 2018. | |
| 775/II | BDK-14                             | 070         | Chantiers navals de Gdańsk | 31 août 1981      | Flotte du Pacifique    | Retiré du service le 3 mai 2001                                                                                               | |
| 775/II | Osliabia (ex BDK-101)              | 066         | Chantiers navals de Gdańsk | 19 décembre 1981  | Flotte du Pacifique    | Actif | |
| 775/II | BDK-105                            | 125         | Chantiers navals de Gdańsk | 2 mars 1982       | Flotte de la Baltique  | Retiré du service le 10 mai 2002                                                                                              | |
| 775/II | Amiral Nevelskoï (ex BDK-98)       | 055         | Chantiers navals de Gdańsk | 28 septembre 1982 | Flotte du Pacifique    | Actif | |
| 775/II | BDK-32                             | 039         | Chantiers navals de Gdańsk | 1982              | Flotte du Nord         | Retiré du service le 10 mai 2002                                                                                              | |
| 775/II | Minsk                              | 127         | Chantiers navals de Gdańsk | 30 mai 1983       | Flotte de la Baltique  | Inactif | Gravement endommagé dans la nuit du 12 au 13 septembre 2023 par une attaque aérienne ukrainienne. |
| 775/II | Kaliningrad (ex BDK-58)            | 102         | Chantiers navals de Gdańsk | 9 décembre 1984   | Flotte de la Baltique  | Actif | |
| 775/II | Gueorgui Pobedonossets (ex BDK-45) | 016         | Chantiers navals de Gdańsk | 5 mars 1985       | Flotte du Nord         | Actif | |
| 775/II | Konstantin Olschansky (ex BDK-56)  | 154         | Chantiers navals de Gdańsk | 1985              | Flotte de la mer Noire | Inactif | Transféré à la marine ukrainienne en janvier 1997. Des troupes russes s'en emparent en 2014. Endommagé le 26 mars 2024 par des missiles de croisière Neptune Ukrainiens,.                                       |
| 775/II | Aleksandr Chabaline (ex BDK-60)    | 110         | Chantiers navals de Gdańsk | 31 décembre 1985  | Flotte de la Baltique  | Actif | |
| 775/II | Tsezar Kounikov (ex BDK-64)        | 158         | Chantiers navals de Gdańsk | 30 septembre 1986 | Flotte de la mer Noire | Coulé | Endommagé le 24 mars 2022 lors d'une attaque ukrainienne contre le port de Berdiansk lors de l'invasion russe de l'Ukraine. Annoncé détruit le 14 février 2024 par des attaques de drones de surface MAGURA V5. |
| 775/II | Novocherkassk (ex BDK-46)          | 142         | Chantiers navals de Gdańsk | 30 novembre 1987  | Flotte de la mer Noire | Coulé | Détruit dans la nuit du 25 au 26 décembre 2023 par une attaque aérienne ukrainienne. |
| 775/II | Yamal (ex BDK-67)                  | 156         | Chantiers navals de Gdańsk | 30 avril 1988     | Flotte de la mer Noire | Inactif | Endommagé le 24 mars 2024, |
| 775M   | Azov (ex BDK-54)                   | 151         | Chantiers navals de Gdańsk | 12 octobre 1990   | Flotte de la mer Noire | Inactif | Endommagé le 24 mars 2024, |
| 775M   | Peresvet (ex BDK-11)               | 077         | Chantiers navals de Gdańsk | 10 avril 1991     | Flotte du Pacifique    | Actif | |
| 775M   | Korolev (ex BDK-61)                | 130         | Chantiers navals de Gdańsk | 10 juillet 1991   | Flotte de la Baltique  | Actif | |